# Akai
Akai (Chinês:雅佳, Pinyin:Yǎjiā, Japonês: AKAI) é uma companhia japonesa dedicada a eletrônica de consumo, fundada como Akai Electric Company Ltd. (赤井電機株式会社 - Akai Denki Kabushiki gaisha), em 1929. Esta sediada agora em Singapura como subsidiária da Grande Holdings, um conglomerado com sedes na China e Hong Kong, que possui também as marcas Nakamichi e Sansui. "Akai" significa vermelho, o que explica a cor do logo, antigamente acompanhado por um ponto vermelho.

## História

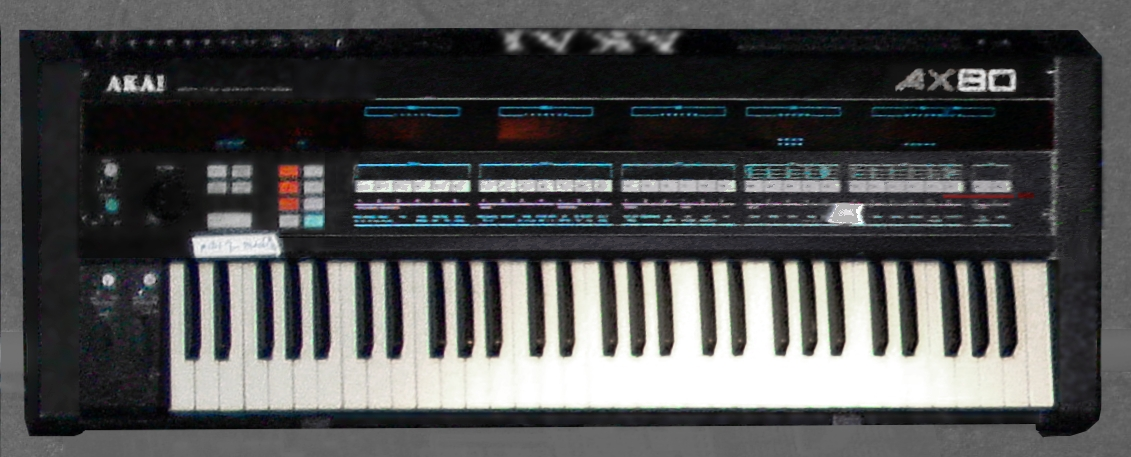
Sintetizador Akai AX80.

Akai foi fundada por Masukichi Akai e seu filho, Saburo Akai (que morreu em 1973) comoAkai Electric Company Ltd. (赤井電機株式会社, Akai Denki Kabushiki-gaisha), a um fabricante japonês em 1929 ou 1946.
Marca que teve muita notoriedade no Brasil nos anos 70/80 com aparelhos de audio,chamados modulares.